# Nghiêm Thị Giang
Nghiêm Thị Giang (ur. 3 marca 1985) – wietnamska zapaśniczka w stylu wolnym. Złota medalistka igrzysk Azji Południowo-Wschodniej w 2003, 2005 i 2007. Zajęła jedenaste miejsce na igrzyskach azjatyckich w 2006. Brązowy medal na mistrzostwach Azji w 2005 i 2006. Wicemistrzyni świata juniorów w 2005 roku.